# Sanry-lès-Vigy
Sanry-lès-Vigy – miejscowość i gmina we Francji, w regionie Grand Est, w departamencie Mozela.
Według danych na rok 1990 gminę zamieszkiwało 446 osób, a gęstość zaludnienia wynosiła 80 osób/km² (wśród 2335 gmin Lotaryngii Sanry-lès-Vigy plasuje się na 629. miejscu pod względem liczby ludności, natomiast pod względem powierzchni na miejscu 958.).